# Football Club Crotone Calcio 1998-1999
Questa pagina raccoglie i dati riguardanti il Football Club Crotone Calcio per la stagione sportiva 1998-1999.

## Stagione
Nella stagione 1998-1999 il Crotone disputa il girone B del campionato di Serie C1, raccoglie 43 punti con il nono posto finale. La squadra rossoblù disputa un torneo di metà classifica, con 22 punti ottenuti nel girone di andata e 21 punti nel girone di ritorno, ma con soli due punti di vantaggio sui Play-out. Il torneo ha promosso la Fermana, che disputa uno strepitoso girone di ritorno di 40 punti. La seconda promossa in Serie B è il Savoia che ha vinto i Play-off. Nella Coppa Italia di Serie C il Crotone supera il girone Q di qualificazione, con il secondo posto ottenuto alle spalle del Messina, poi nei sedicesimi di finale ha superato nel doppio confronto il Nardò, mentre negli ottavi di finale è stato eliminato dal Catania. Con 19 reti firmate Alessandro Ambrosi vince la classifica marcatori del girone B.

## Rosa

Il neoacquisto Alessandro Ambrosi, capocannoniere del campionato con 19 gol.

| N. |                   | Ruolo | Calciatore           |
| -- | ----------------- | ----- | -------------------- |
|    | Italia (bandiera) | A     | Alessandro Ambrosi   |
|    | Italia (bandiera) | C     | Angelo Anellino      |
|    | Italia (bandiera) | D     | Salvatore Aronica    |
|    | Italia (bandiera) | A     | Giuseppe Barrucci    |
|    | Italia (bandiera) | A     | Antonio Caputo       |
|    | Italia (bandiera) | D     | Giuseppe Carabetta   |
|    | Italia (bandiera) | D     | Mauro Della Bona     |
|    | Italia (bandiera) | A     | Dario Di Giannatale  |
|    | Italia (bandiera) | D     | Giovanni Di Rocco    |
|    | Italia (bandiera) | D     | Alessandro Erra      |
|    | Italia (bandiera) | C     | Jimmy Fialdini       |
|    | Italia (bandiera) | A     | Salvatorino Frisenda |
|    | Italia (bandiera) | C     | Vito Grieco          |
|    | Italia (bandiera) | C     | Mario La Canna       |
|    | Italia (bandiera) | D     | Pasquale Logiudice   |
|    | Italia (bandiera) | D     | Ivan Moschella       |

| N. |                   | Ruolo | Calciatore            |
| -- | ----------------- | ----- | --------------------- |
|    | Italia (bandiera) | D     | Antonio Olivo         |
|    | Italia (bandiera) | D     | Santo Parise          |
|    | Italia (bandiera) | A     | Rubens Pasino         |
|    | Italia (bandiera) | A     | Filippo Guido         |
|    | Italia (bandiera) | P     | Antonino Piazza       |
|    | Italia (bandiera) | P     | Lugi Porchia          |
|    | Italia (bandiera) | C     | Raffaele Quaranta (I) |
|    | Italia (bandiera) | P     | Alessandro Quarta     |
|    | Italia (bandiera) | C     | Carmelo Russo         |
|    | Italia (bandiera) | C     | Vincenzo Salerno      |
|    | Italia (bandiera) | C     | Michele Sciannimanico |
|    | Italia (bandiera) | D     | Lorenzo Sibilano      |
|    | Italia (bandiera) | P     | Gaetano Sirica        |
|    | Italia (bandiera) | C     | Francesco Tondo       |
|    | Italia (bandiera) | A     | Giuseppe Tortora      |
|    | Italia (bandiera) | P     | Francesco Vitale      |

## Risultati

### Campionato

#### Girone di andata
| Arbitro: | Pozzi (Como) |

|         |           |                    |
| Toni 4’ | Marcatori | 45+1’, 87’ Tortora |

| Arbitro: | Ponzalli (Firenze) |

|  |           |          |
|  | Marcatori | 63’ Leto |

| Arbitro: | Saccani (Mantova) |

|              |           |  |
| Cecchini 44’ | Marcatori |  |

| Arbitro: | Dondarini (Finale Emilia) |

|             |           |                          |
| Ambrosi 42’ | Marcatori | 68’ Molino 76’ Di Corcia |

| Arbitro: | Saccani (Mantova) |

|                            |           |                            |
| Scichilone 60’, 83’ (rig.) | Marcatori | 3’ (rig.) Ambrosi 30’ Erra |

| Crotone 11 ottobre 1998 6ª giornata | Crotone                | 0 – 0 | Gualdo | Stadio Ezio Scida\| Arbitro: \| Silvestrini (Macerata) \| |
| Arbitro:                            | Silvestrini (Macerata) |       |        |                                                           |

| Arbitro: | Papini (Perugia) |

|           |           |  |
| Aruta 83’ | Marcatori |  |

| Arbitro: | Urbano (Carbonia) |

|  |           |               |
|  | Marcatori | 14’ U. Marino |

| Arbitro: | Calcagno (Nichelino) |

|                                               |           |  |
| Ambrosi 9’, 29’, 69’ (rig.) La Canna 77’, 82’ | Marcatori |  |

| Arbitro: | Cavuoti (Vasto) |

|                               |           |  |
| D. Di Nicola 45+3’ Fresta 57’ | Marcatori |  |

| Arbitro: | Calcagno (Nichelino) |

|            |           |  |
| Tortora 2’ | Marcatori |  |

| Arbitro: | Soffritti (Ferrara) |

|  |           |                         |
|  | Marcatori | 60’ Ambrosi 76’ Tortora |

| Arbitro: | Linfatici (Viareggio) |

|              |           |            |
| C. Russo 68’ | Marcatori | 80’ Zirafa |

| Arbitro: | Micoli (Tivoli) |

|               |           |  |
| Battaglia 19’ | Marcatori |  |

| Arbitro: | Lecci (Varese) |

|            |           |  |
| Grieco 82’ | Marcatori |  |

| Arbitro: | Rizzoli (Bologna) |

|  |           |             |
|  | Marcatori | 88’ Ambrosi |

| Arbitro: | Cuttica (Alessandria) |

|             |           |            |
| Ambrosi 28’ | Marcatori | 34’ Vicari |

#### Girone di ritorno
| Arbitro: | Nigro (Torre del Greco) |

|                 |           |  |
| Ambrosi 7’, 90’ | Marcatori |  |

| Arbitro: | Ambrosino (Torre del Greco) |

|  |           |                    |
|  | Marcatori | 86’ (rig.) Ambrosi |

| Arbitro: | Maselli (Lucca) |

|                        |           |  |
| Tortora 2’ Ambrosi 21’ | Marcatori |  |

| Arbitro: | Griselli (Livorno) |

|                           |           |  |
| Lo Pinto 45’ Molino 90+1’ | Marcatori |  |

| Arbitro: | Lambertini (Bologna) |

|                                       |           |             |
| Ambrosi 20’ (rig.), 45+1’ Tortora 69’ | Marcatori | 47’ Alberto |

| Arbitro: | Niccolai (Livorno) |

|                              |           |  |
| De Angelis 65’ Rovaris 90+2’ | Marcatori |  |

| Arbitro: | Gabriele (Frosinone) |

|             |           |           |
| Ambrosi 86’ | Marcatori | 47’ Porro |

| Arbitro: | Dondarini (Finale Emilia) |

|               |           |  |
| U. Marino 62’ | Marcatori |  |

| Arbitro: | Manari (Teramo) |

|  |           |          |
|  | Marcatori | 75’ Erra |

| Arbitro: | Calcagno (Nichelino) |

|             |           |              |
| Tortora 52’ | Marcatori | 87’ Saladino |

| Arbitro: | Ioseffi (Siena) |

|                                             |           |              |
| Elia 3’, 14’ Cardinale 43’ Pannitteri 45+2’ | Marcatori | 13’ Sibilano |

| Arbitro: | Calcagno (Nichelino) |

|                  |           |             |
| Ambrosi 19’, 60’ | Marcatori | 8’ Deflorio |

| Arbitro: | Girardi (San Donà di Piave) |

|                            |           |  |
| Di Meo 18’ Bertoncelli 58’ | Marcatori |  |

| Arbitro: | Belloli (Bergamo) |

|             |           |                             |
| Ambrosi 76’ | Marcatori | 45’ Corallo 67’ M. Esposito |

| Arbitro: | Lion (Padova) |

|                                             |           |  |
| Iaquinta 18’ G. Lorenzini 31’ (rig.), 90+3’ | Marcatori |  |

| Crotone 9 maggio 1999 33ª giornata | Crotone              | 0 – 0 | Foggia | Stadio Ezio Scida\| Arbitro: \| Gabriele (Frosinone) \| |
| Arbitro:                           | Gabriele (Frosinone) |       |        |                                                         |

| Arbitro: | Gabriele (Frosinone) |

|                        |           |             |
| D'Amblé 21’ Erbini 71’ | Marcatori | 88’ Ambrosi |

### Coppa Italia di Serie C

#### Girone Q
| Arbitro: | Strocchia (Nola) |

|                  |           |             |
| Selva 13’ (rig.) | Marcatori | 7’ Fialdini |

| Arbitro: | Nigro (Torre del Greco) |

|                     |           |                                |
| Cazzella 84’ (rig.) | Marcatori | 22’ (rig.) Grieco 29’ La Canna |

| Arbitro: | N. Ayroldi (Molfetta) |

|            |           |              |
| Grieco 35’ | Marcatori | 90+1’ Milana |

| 9 settembre 1998 4ª giornata |  | – Turno di riposo Crotone |  |  |

| Arbitro: | Semeraro (Taranto) |

|                   |           |  |
| Grieco 66’ (rig.) | Marcatori |  |

#### Sedicesimi di finale
| Arbitro: | Cavuoti (Vasto) |

|  |           |                         |
|  | Marcatori | 47’ Salerno 75’ Ambrosi |

| Arbitro: | Nigro (Torre del Greco) |

|                         |           |  |
| Barucci 18’ Ambrosi 86’ | Marcatori |  |

#### Ottavi di finale
| Arbitro: | Borelli (Roma) |

|                                                   |           |  |
| A. Costa 27’ Manca 41’ (rig.), 87’ Furlanetto 66’ | Marcatori |  |

| Arbitro: | Rossomando (Salerno) |

|            |           |  |
| Parise 16’ | Marcatori |  |